# 2021年國家聯盟冠軍賽
2021年國家聯盟冠軍賽（英語：NLCS）是美國職棒大聯盟季後賽第二輪的比賽，由國聯西區外卡資格洛杉磯道奇和國聯東區冠軍亞特蘭大勇士展開對決。

## 洛杉磯道奇對亞特蘭大勇士
| 場次 | 客隊         | 比分  | 主隊         | 日期     | 場地         | 觀眾人數 |
| ---- | ------------ | ----- | ------------ | -------- | ------------ | -------- |
| 1    | 洛杉磯道奇   | 2：3  | 亞特蘭大勇士 | 10月16日 | 太陽信託公園 | 41815    |
| 2    | 洛杉磯道奇   | 4：5  | 亞特蘭大勇士 | 10月17日 | 太陽信託公園 | 41873    |
| 3    | 亞特蘭大勇士 | 5：6  | 洛杉磯道奇   | 10月19日 | 道奇體育場   | 51307    |
| 4    | 亞特蘭大勇士 | 9：2  | 洛杉磯道奇   | 10月20日 | 道奇體育場   | 53025    |
| 5    | 亞特蘭大勇士 | 2：11 | 洛杉磯道奇   | 10月21日 | 道奇體育場   | 51363    |
| 6    | 洛杉磯道奇   | 2：4  | 亞特蘭大勇士 | 10月23日 | 太陽信託公園 | 43060    |

### 10月16日 第一場
喬治亞州，亞特蘭大，太陽信託公園
| 洛杉磯道奇 | 0 | 1 | 0 | 1 | 0 | 0 | 0 | 0 | 0  | 2 | 10 | 0 |
| 亞特蘭大勇士 | 1 | 0 | 0 | 1 | 0 | 0 | 0 | 0 | 1X | 3 | 6  | 0 |
| 勝投： Will Smith（1–0） 敗投： 布萊克·崔南（0–1） 全壘打： 道奇：威爾·史密斯（4上，1分） 勇士：Austin Riley（4下，1分） |   |   |   |   |   |   |   |   |    |   |    |   |

道奇在首戰推出Corey Knebel擔任假先發，而他在首局就因為控球不穩，丟出暴投奉送一分。不過道奇貴為百勝強隊，在2局上馬上靠著安打連串追平比數。
4局，威爾·史密斯和Austin Riley互別苗頭，都敲出陽春砲讓比賽形成2比2平手。麥克斯·弗里德雖然6局被敲出8支安打，4度被攻佔得點圈，但都能頂住壓力，繳出6局失2分的精彩內容。
9局上，科迪·貝林傑在2出局後成功敲出安打，但是克里斯·泰勒卻在二三壘之間遭到夾殺出局，中斷道奇攻勢。9局下，奧西·艾爾比斯敲安後盜上二壘，Austin Riley隨後擊出安打送回艾爾比斯，勇士便以3比2氣走道奇拿下首勝。

### 10月17日 第二場
喬治亞州，亞特蘭大，太陽信託公園
| 洛杉磯道奇 | 2 | 0 | 0 | 0 | 0 | 0 | 2 | 0 | 0  | 4 | 4  | 0 |
| 亞特蘭大勇士 | 0 | 0 | 0 | 2 | 0 | 0 | 0 | 2 | 1X | 5 | 10 | 0 |
| 勝投： Will Smith（2–0） 敗投： Brusdar Graterol（0–1） 全壘打： 道奇：柯瑞·席格（1上，2分） 勇士：賈克·彼得森（4下，2分） |   |   |   |   |   |   |   |   |    |   |    |   |

首局上道奇就展開攻勢，開路先鋒穆奇·貝茲安打上壘後，下一棒柯瑞·席格從勇士先發左投伊恩·安德森手中轟出兩分砲，幫助球隊以2比0先馳得點。
道奇王牌麥斯·薛澤前3局沒有讓勇士攻佔得點圈，但4局下對奧斯汀·萊利 (Austin Riley)投出四壞球保送後，接著賈克·彼得森回敬一發兩分砲，一舉扳成2比2平手。
7局上道奇再次攻佔得點圈，賈斯汀·特納代打上陣挨觸身球，勇士形成滿壘危機，克里斯·泰勒擊出二壘安打，加上勇士守備發生瑕疵，道奇攻下2分，以4比2要回領先。
8局下道奇推出胡立歐·烏瑞亞斯後援，沒想到卻點燃勇士的進攻火種，奧西·艾爾比斯先是安打送回壘上跑者隊友，接著萊利揮出越過中外野手的深遠二壘安打再下一城，戰局又回到原點。
9局下勇士崔維斯·達諾（Travis d'Arnaud）安打上壘後，丹斯比·史瓦森短打戰術失敗，跑者死在二壘之前，不過丹斯比·史瓦森在隊友護送下，還是站上得點圈，此時道奇換上終結者肯利·簡森後，艾迪·羅薩里奧擊出強勁滾地球，柯瑞·席格第一時間手套碰觸到球，但卻沒能接進手套中，形成了再見安打，勇士連續2天以戲劇化方式跟道奇說再見。

### 10月19日 第三場
加利福尼亞州，洛杉磯，道奇體育場
| 亞特蘭大勇士 | 0 | 0 | 0 | 4 | 1 | 0 | 0 | 0 | 0 | 5 | 12 | 0 |
| 洛杉磯道奇 | 2 | 0 | 0 | 0 | 0 | 0 | 0 | 4 | X | 6 | 10 | 0 |
| 勝投： Tony Gonsolin（1–0） 敗投： Luke Jackson（0–1） 救援成功： 肯利·簡森（1） 全壘打： 勇士：無 道奇：柯瑞·席格（1下，2分）、科迪·貝林傑（8下，3分） |   |   |   |   |   |   |   |   |   |   |    |   |

柯瑞·席格開局就敲出2分砲讓道奇先馳得點，不過先發投手沃克·布勒在4局上遭遇亂流，勇士單局敲出4支安打，外加2次保送和對方一次守備失誤拿下4分。5局上，勇士再靠著安打串聯拿下1分。
8局下，道奇在1出局攻佔一二壘。科迪·貝林傑成功逮中一顆高球，敲出追平比數的3分砲。穆奇·貝茲隨後也擊出二壘安打送回超前分。9局上，肯利·簡森連續送出3次三振拿下救援成功，道奇也避免陷入0比3的絕對落後。

### 10月20日 第四場
加利福尼亞州，洛杉磯，道奇體育場
| 亞特蘭大勇士 | 0 | 2 | 2 | 0 | 1 | 0 | 0 | 0 | 4 | 9 | 12 | 0 |
| 洛杉磯道奇 | 0 | 0 | 0 | 0 | 2 | 0 | 0 | 0 | 0 | 2 | 4  | 1 |
| 勝投： 德魯·史邁利（1–0） 敗投： 胡立歐·烏瑞亞斯（0–1） 全壘打： 勇士：艾迪·羅薩里奧 2（2上，1分、9上，3分）、亞當·杜瓦爾（2上，1分）、弗萊迪·弗里曼（3上，1分） 道奇：無 |   |   |   |   |   |   |   |   |   |   |    |   |

艾迪·羅薩里奧和亞當·杜瓦爾在2局上就敲出背靠背全壘打，3局上，弗萊迪·弗里曼也加入了全壘打派對。
在投手深度不足的情況下，胡立歐·烏瑞亞斯僅休3天就先發硬撐5局，但也失了5分。
9局上，艾迪·羅薩里奧敲出3分砲，雖然沒有達成完全打擊，但也締造雙響砲繼續拉開比數，最終勇士9比2成功聽牌。

### 10月21日 第五場
加利福尼亞州，洛杉磯，道奇體育場
| 亞特蘭大勇士 | 2 | 0 | 0 | 0 | 0 | 0 | 0 | 0 | 0 | 2  | 5  | 0 |
| 洛杉磯道奇 | 0 | 3 | 1 | 0 | 2 | 0 | 1 | 4 | X | 11 | 17 | 0 |
| 勝投： Evan Phillips（1–0） 敗投： 麥克斯·弗里德（0–1） 全壘打： 勇士：弗萊迪·弗里曼（1上，2分） 道奇：A·J·波拉克 2（2下，1分、8下，3分）、克里斯·泰勒 3（2下，2分、5下，2分、7下，1分） |   |   |   |   |   |   |   |   |   |    |    |   |

弗萊迪·弗里曼在首局敲出2分砲，但這也是勇士全隊唯二的得分。2局下，A·J·波拉克敲出全壘打打破鴨蛋後，克里斯·泰勒敲出2分砲一棒逆轉比數。
道奇全場就看克里斯·泰勒和A·J·波拉克兩人表演，其中泰勒更是上演三響砲，成為史上首位在季後淘汰賽敲出3響砲的球員。
8局下，波拉克也擊出雙響砲，最終道奇11比2大勝勇士，將戰線逼到第6戰。

### 10月23日 第六場
喬治亞州，亞特蘭大，太陽信託公園
| 洛杉磯道奇 | 0 | 0 | 0 | 1 | 0 | 0 | 1 | 0 | 0 | 2 | 5 | 0 |
| 亞特蘭大勇士 | 1 | 0 | 0 | 3 | 0 | 0 | 0 | 0 | X | 4 | 9 | 0 |
| 勝投： Tyler Matzek（1–0） 敗投： 沃克·布勒（0–1） 救援成功： Will Smith（1） 全壘打： 道奇：無 勇士：艾迪·羅薩里奧（4下，3分） |   |   |   |   |   |   |   |   |   |   |   |   |

勇士在首局就連續敲出兩支二壘安打先馳得點，不過道奇在4局上靠著科迪·貝林傑的適時安打追平比數。
4局下，沃克·布勒在2出局後投出保送，又被代打的Ehire Adrianza敲出二壘安打，隨後艾迪·羅薩里奧掌握機會，擊出右外野方向3分砲打破僵局。這支全壘打也讓艾迪·羅薩里奧成為勇士隊史在國聯冠軍賽擊出最多安打的球員(14支安打)。
7局上，勇士推出在第三戰被敲出追平轟的Luke Jackson，而他狀態依舊不穩。在被A·J·波拉克敲安失分後，留下無人出局二三壘有人局面退場。但是接替的Tyler Matzek頂住強大壓力，接連三振道奇3名打者，8局上又投出3上3下，徹底將士氣扭轉。
9局上，Will Smith連續送出2次三振，最後讓A·J·波拉克擊出滾地球出局。勇士睽違22年成功闖進世界大賽。